# Вултурешти (Сучава)
Вултурешти (рум. Vultureşti) насеље је у Румунији у округу Сучава у општини Вултурешти. Oпштина се налази на надморској висини од 388 m.

## Становништво
Према подацима из 2002. године у насељу је живело 3782 становника, од којих су сви румунске националности.

### Хронологија
| Година       | 1992 | 1993 | 1994 | 1995 | 1996 | 1997 | 1998 | 1999 | 2000 | 2001 | 2002 | 2003 | 2004 | 2005 | 2006 | 2007 | 2008 | 2009 | 2010 | 2011 | 2012 | 2013 | 2014 | 2015 | 2016 | 2017 |
| ------------ | ---- | ---- | ---- | ---- | ---- | ---- | ---- | ---- | ---- | ---- | ---- | ---- | ---- | ---- | ---- | ---- | ---- | ---- | ---- | ---- | ---- | ---- | ---- | ---- | ---- | ---- |
| Становништво | 4130 | 4093 | 4041 | 3991 | 3955 | 3931 | 3884 | 3824 | 3811 | 3865 | 3849 | 3852 | 3847 | 3851 | 3826 | 3817 | 3783 | 3778 | 3751 | 3680 | 3677 | 3625 | 3622 | 3607 | 3601 | 3590 |